# Édouard Ganche

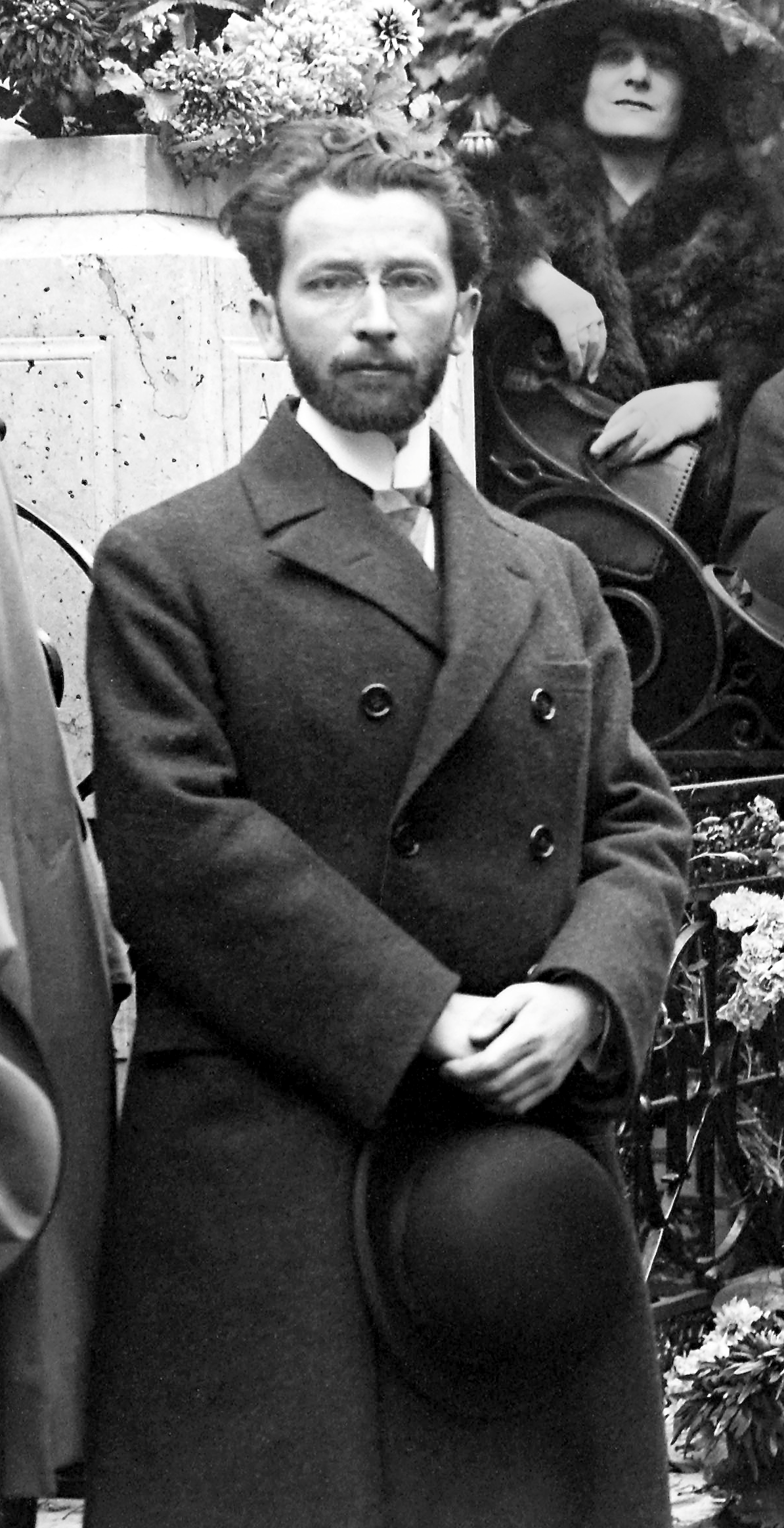
Édouard Ganche (1921)

Édouard Ganche [edwaʁ ɡɑ̃ːʃ] (* 13. Oktober 1880 in Baulon, Département Ille-et-Vilaine; † 31. März 1945 in Lyon) war ein französischer Musikwissenschaftler, Schriftsteller und Herausgeber. Er hat sich besonders um die Erforschung von Leben und Werk Frédéric Chopins verdient gemacht.

## Leben
Er wurde als Sohn des Arztes Auguste Ganche (1850–1893) in der kleinen Stadt Baulon geboren und stark durch den frühen Tod des Vaters geprägt. 1909 veröffentlichte er eine Sammlung von makabren Geschichten mit dem Titel Le Livre de la mort (Das Buch des Todes). Er studierte zunächst Medizin, widmete sich aber schließlich gänzlich der Musik und wurde zu einem der führenden Experten von Frédéric Chopin.
1911 gründete er zusammen mit Maurice Ravel und Camille Le Senne in Paris die Société Chopin à Paris.
Seine Ausgabe der Werke Chopins, die er auf der Grundlage einer von Jane Stirling angelegten Sammlung französischer Erstausgaben erarbeitete, erschien 1928 bis 1932 in der Oxford University Press. 1928 fungierte er als historischer Berater des Chopin-Films La Valse de l'adieu des Regisseurs Henry Roussel.
Seine umfangreiche Sammlung aus Originalpartituren, Briefen und Objekten, die in Zusammenhang mit Leben und Wirken Chopins stehen, wurde gegen seinen Willen 1942 in das von Deutschland besetzte Polen verkauft und befindet sich heute in der Biblioteka Jagiellońska in Krakau. Sein Privatarchiv gelangte in die Bibliothèque nationale de France.

## Werke
- Le Livre de la mort, à l’hôpital, à l’amphithéâtre, à la morgue, au cimetière, Paris: Société des auteurs-éditeurs, 1909 – Neuausgabe La Clef d'Argent, 2012
- La Vie de F. Chopin dans son œuvre, Société des auteurs-éditeurs, 1909
- Frédéric Chopin. Sa vie et ses œuvres 1810–1849, Paris: Mercure de France, 1913; 10. Aufl. 1923
- La Pologne et Frédéric Chopin, G. Morelli & Cie, 1917
- Dans le souvenir de Frédéric Chopin, Paris: Mercure de France, 1925
- Voyages avec Frédéric Chopin. Illustrations et documents inédits, Paris: Mercure de France, 1934
- Souffrances de Frédéric Chopin. Essai de médecine et de psychologie, Paris: Mercure de France, 1935
- Mon début dans la médecine. Un médecin de campagne en 1889 , Paris: Denoël et Steele, 1936
- L'Ordre de la mort, La Clef d'Argent, 2017

## Notenausgaben
- The Oxford original edition of Frédéric Chopin, edited from the original ms. by Edouard Ganche, 3 Bände, London: Oxford University Press, New York: Carl Fischer, 1928–1932
  - Band 1, Préludes. Études, Valses, Nocturnes, Polonaises
  - Band 2, Ballades, Impromptus, Scherzos, Fantaisie, Rondeaux, Berceuse, Barcarolle, Variations, Sonates
  - Band 3, Mazurkas, Morceaux de Concert, Concertos, Rondeau pour deux pianos